# Марьяндышев, Павел Андреевич
Павел Андреевич Марьяндышев (род. 28 декабря 1987 года, Архангельск, СССР) — российский ученый, доктор технических наук, доцент. С 15 мая 2024 года является Исполняющим обязанности ректора Северного (Арктического) федерального университета имени М. В. Ломоносова. 

## Биография

### Образование
В 2010 году окончил Северный (Арктический) федеральный университет имени М. В. Ломоносова по специальности «Промышленная теплоэнергетика».
С 2011 по 2013 год учился в Германии, в Высшей школе города Аахена «Университет прикладных наук». Там он закончил магистерскую программу «Энергетические системы» и написал магистерскую диссертацию по теме «Системы безопасности атомных электростанций».
С 2010 по 2014 годы — обучался в аспирантуре на кафедре теплотехники Северного (Арктического) федерального университета имени М.В. Ломоносова. 
В 2015 году защитил диссертацию на соискание ученой степени кандидата технических наук по специальности «Промышленная теплоэнергетика» в Санкт-Петербургском государственном технологическом университете растительных полимеров. Тема диссертации «Совершенствование технологии энергетического использования древесного биотоплива».
В 2019 году защитил диссертацию на соискание ученой степени доктора технических наук по специальности «Промышленная теплоэнергетика» в Санкт-Петербургском политехническом университете Петра Великого. По теме «Теплоэнергетические основы использования древесного биотоплива» и стал самым молодым доктором наук в Архангельской области.

### Карьера
С 2009 по 2011 год работал начальником смены электростанции Соломбальского целлюлозно-бумажного комбината.
С 2013 по 2014 год работал инженером Комплексного центра обучения в сфере энергоэффективности, ассистент кафедры теплоэнергетики и теплотехники Северного (Арктического) федерального университета имени М.В. Ломоносова.
С 2014 по 2016 год был заместителем директора института энергетики и транспорта по научной и международной деятельности Северного (Арктического) федерального университета имени М.В. Ломоносова.
С 2016 по 2017 год занимал должность заместителя директора Высшей школы энергетики, нефти и газа Северного (Арктического) федерального университета имени М.В. Ломоносова.
С 2017 по 2021 год занимал должность директора Высшей школы энергетики, нефти и газа Северного (Арктического) федерального университета имени М.В. Ломоносова.
С 2021 по 2024 год занимал должность первого проректора по стратегическому развитию и науке Северного (Арктического) федерального университета имени М.В. Ломоносова.
С 15 мая 2024 года занял должность исполняющего обязанности ректора Северного (Арктического) федерального университета имени М. В. Ломоносова.
Одновременно преподает на кафедре теплоэнергетики и теплотехники.

## Личная жизнь
Женат, отец двоих дочерей - Елены и Татьяны. Жена - Анна Марьяндышева. 

## Награды и звания
- Почетная грамота Министерства топливно-энергетического комплекса и жилищно-коммунального хозяйства Архангельский области (2015)

- Благодарность Администрации муниципального образования «Город Архангельск» (2020)

- Благодарность Губернатора Архангельской области «За большой личный вклад в развитие науки в Архангельской области, плодотворную научно-исследовательскую деятельность» (2021)